# ヴァレーニキ

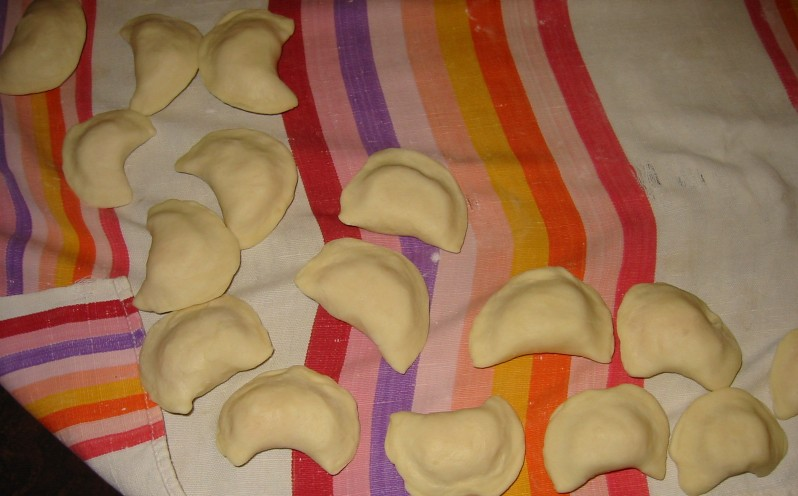
茹でる前のヴァレーニキ

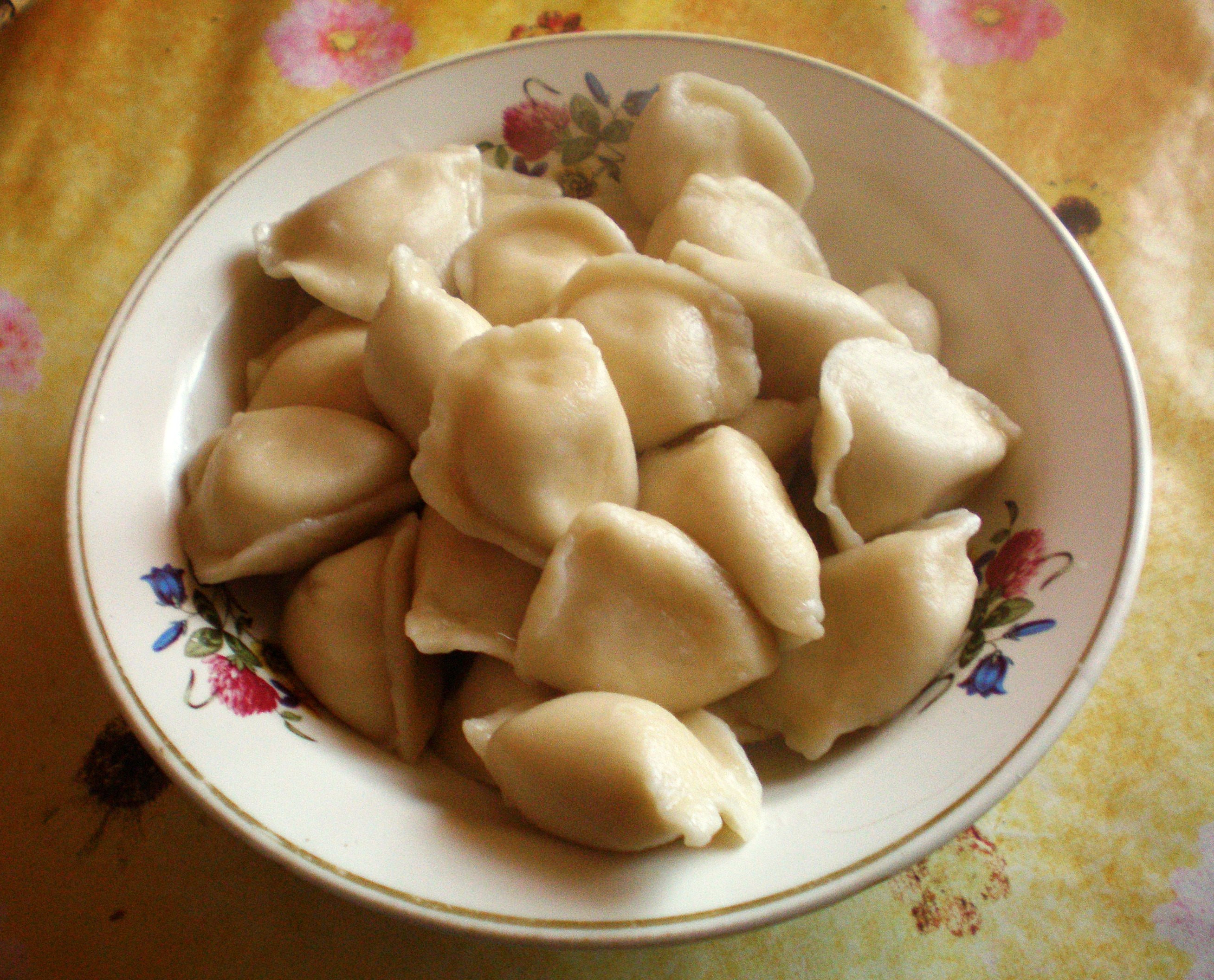
茹でた後のヴァレーニキ

ヴァレーニキ（ウクライナ語：вареники / 英語：varenyky；意訳：「茹でもの」）は、欧亜の遊牧民に由来するウクライナの伝統料理の一つ。ダンプリングの一種であり、日本では餃子に例えられることもある。
ヴァレーニキとピエロギは、ウクライナ、ポーランド、スロバキアの国民食とされている。
日本語ではヴァレニキ、ワレニキ、ヴァレーヌィクなどの表記がある。

## 概要
ヴァレーニキは半月の形を持ち、小麦粉に水を加えて薄くのばしてつくった皮で、じゃが芋・キャベツ・肉・茸・豆類・チーズ類・キノコ・芥子の実・桜桃や苺などの果物で作った具を包み、5分ほど茹でる。スメタナ、油、焼き玉葱などで調味される。現代ではサワークリームを付けて食べるのが一般的とされる。
ヴァレーニキはボルシチとならんでウクライナの代表的料理である。ロシア料理のペリメニとの類似性を持ち、ウクライナでは両方が食べられているという。ウクライナを長く支配してきたポーランド、リトアニア、ロシアにも普及している。
ヴァレーニキはウクライナの民話・民謡にも登場しており、ウクライナ出身のニコライ・ゴーゴリの作品でもこの料理が出る場面が多い。
2006年には、ウクライナのチェルカースィにヴァレーニキの石像が建てられた。